# Тешабаев, Джура
Джура́ Тешаба́евич Тешаба́ев (узб. Joʻra Teshaboyevich Teshaboyev; 4 марта 1933, Андижан, Узбекская ССР, ныне Узбекистан — 3 декабря 2023) — узбекский киновед, критик и сценарист. Доктор искусствоведения (1983). Заслуженный деятель искусств Узбекской ССР (1989).

## Биография
В 1956 году окончил Киевский университет, в 1963 году аспирантуру Института искусствоведения. Публикуется с 1960 года. Монографии посвящены в основном истории узбекского кинематографа и творчеству его мастеров. Писал сценарии документальных фильмов.
Доктор искусствоведения. Диссертация:
- Пути формирования и развития художественной кинематографии Узбекистана : к проблеме традиций и новаторства: диссертация доктора искусствоведения : 17.00.03. — Ташкент, 1982. — 336 с.

## Сочинения
- Камил Ярматов. — М., 1964.
- Асад Исматов. — Ташкент, 1968.
- Киноискусство Советского Узбекистана. — М., 1968.
- Шухур Бурханов. — М., 1968.
- Рахим Пирмухамедов. — Ташкент, 1970.
- Герой — крупным планом. — Ташкент, 1972.
- Пути и поиски. — Ташкент, 1973.
- Счастье мастера. — Ташкент, 1975.
- Тутан Реджиметов. — М., 1975. (буклет)
- Узбекское кино: Традиции, новаторство. — Ташкент : Изд-во лит. и искусства, 1979. — 182 с., 8 л. ил.; 20 см.
- Экран, зажжённый Октябрём. — М., 1979.

## Награды
- 1989 — Заслуженный деятель искусств Узбекской ССР